# Tổ chức Khí tượng Thế giới
World Meteorological Organization ( viết tắt tên tiếng Anh WMO) là tổ chức chuyên môn về khí tượng của Liên Hợp Quốc. WMO có tiền thân là Tổ chức Khí tượng Quốc tế thành lập năm 1873.
Được thành lập năm 1950, WMO đã trở thành một tổ chức chuyên môn của Liên Hợp Quốc về khí tượng (thời tiết và khí hậu, thủy văn vận hành và các khoa học địa vật lý liên quan. WMO hiện có 189 quốc gia thành viên.
WMO có trụ sở ở Geneva, Thụy Sĩ và là một thành viên của Nhóm Phát triển Liên Hợp Quốc.. Tổng thống đương nhiệm Gerhard Adrian được bầu bởi Đại hội WMO năm 2019. Tổng thư ký là Petteri Taalas .

## Lịch sử
Vào thế kỷ 19, cuộc cách mạng khoa học kỹ thuật ở Tây Âu đã tiến bộ với những bước tiến khổng lồ kéo theo sự phát triển về kinh tế và thương mại quốc tế. Việc vận chuyển hàng hóa bằng đường biển ngày càng được tăng cường và yêu cầu phải được bảo đảm an toàn. Việc thu thập tin tức chính xác về thời tiết phục vụ cho giao thông vận tải là không thể thiếu được. Chính trong bối cảnh đó, nhiều hội nghị quốc tế về khí tượng đã được triệu tập để xác định rõ vị trí, vai trò và tầm quan trọng của khí tượng đối với hoạt động sống con người. Hội nghị Khí tượng Quốc tế năm 1873 tại Viên đã đánh dấu một bước ngoặt có tính chất lịch sử về hợp tác quốc tế của ngành Khí tượng thế giới và chính tại Hội nghị này, điều lệ của WMO đã được thông qua. Tháng 10 năm 1947, Hội nghị Khí tượng thế giới lần thứ 12 đã họp tại Washington quyết định đổi tên Tổ chức Khí tượng Quốc tế thành Tổ chức Khí tượng Thế giới (WMO) và đến ngày 23 tháng 3 năm 1950, Quy chgiới. Trụ sở của WMO: 41 Avenue Giuseppe – Montta, Case Postale N0 5 CH-1211 Geneve 20, Thụy Sĩ.
Ngày 20 tháng 12 năm 1951 WMO đã ký với Liên hợp quốc một Hiệp định và chính thức trở thành tổ chức chuyên môn của Liên hợp quốc.

## Tổ chức
Các quốc gia là thành viên của Liên hợp quốc có Cơ quan Khí tượng - Thủy văn và đồng ý gia nhập Công ước của WMO đều có thể trở thành thành viên của WMO. Các lãnh thổ hoặc các nhóm lãnh thổ do một quốc gia thành viên WMO hoặc Liên hợp quốc chịu trách nhiệm về quan hệ quốc tế của lãnh thổ này cũng trở thành thành viên của WMO.
Cơ cấu tổ chức của Tổ chức Khí tượng Thế giới bao gồm
- Đại hội đồng: Đại hội đồng gồm tất cả các thành viên của tổ chức bốn năm họp một lần tại trụ sở của WMO (Giơnevơ). Trưởng đoàn phải là người đứng đầu Cơ quan Khí tượng - Thủy văn quốc gia. Chức năng của Đại hội đồng là: đề ra các biện pháp chung nhằm thực hiện tốt tôn chỉ, mục đích của Tổ chức đã đề ra; xem xét các khuyến nghị của các nước thành viên về các vấn đề liên quan đến thẩm quyển của tổ chức; xem xét các báo cáo của Hội đồng Chấp hành, quyết định việc thành lập các Hội khu vực, các Ủy ban kỹ thuật, các vấn đề về tài chính, ngân sách và pháp lý v.v; bầu Ban lãnh đạo của Tổ chức.
- Hội đồng chấp hành: Gồm 36 thành viên trong đó có: Chủ tịch, ba Phó Chủ tịch, sáu Chủ tịch của sáu khu vực và 26 thành viên. Hội đồng Chấp hành họp ít nhất mỗi năm một lần, là cơ quan hành pháp có nhiệm vụ triển khai thực hiện các quyết định của Đại hội đồng.
- Các Hội khu vực: WMO có sáu tổ chức khu vực và được chia theo vị trí địa lý, cụ thể như sau:
  - Khu vực 1: châu Phi
  - Khu vực 2: châu Á
  - Khu vực 3: Nam Mỹ
  - Khu vực 4: Bắc và Trung Mỹ
  - Khu vực 5: Tây Nam Thái Bình Dương
  - Khu vực 6: châu Âu.

Hội nghị khu vực họp khi cần thiết, thời gian và địa điểm họp do Chủ tịch khu vực ấn định với sự chấp thuận của Chủ tịch của tổ chức.*Ban Thư ký: Đứng đầu là Tổng thư ký do Đại hội đồng bầu, nhiệm kỳ 4 năm. Tổng Thư ký hiện nay là ông Michel Jarraud (quốc tịch Pháp) và các nhân viên kỹ thuật, hành chính cần thiết để thực hiện các công việc của tổ chức.
- Các Ủy ban kỹ thuật: WMO có tám Ủy ban kỹ thuật: Ủy ban về khí quyển, về hệ thống cơ bản, về khí động học, về thủy văn, về khí hậu, về khí tượng biển, vv…

Ngân sách hoạt động: Là một tổ chức chuyên môn có tính chất tư vấn về kỹ thuật, do đó ngân sách của WMO không lớn, bao gồm:
Đóng góp của UNDP chiếm 54%; Đóng góp tự nguyện của các nước thành viên cho Chương trình giúp đỡ tự nguyện chiếm 23%; Đóng góp của các nước thành viên cho Quỹ giúp đỡ đặc biệt chiếm 19%; Đóng góp thường xuyên của các nước thành viên chiếm 4%.
Một số chương trình hoạt động chủ yếu của WMO: Đào tạo về phương pháp quan trắc; Dự báo bão nhiệt đới; Nghiên cứu khí hậu thế giới; Cung cấp dữ liệu dự báo thời tiết khí hậu; Nghiên cứu quan hệ giữa khí hậu và môi trường; Nghiên cứu về vật lý, hoá chất trong các đám mây và tác động của chúng đến sự biến đổi khí hậu; Áp dụng kỹ thuật tổng hợp trong bảo vệ mùa màng và chống hạn hán, sa mạc hoá; Nghiên cứu khí hậu đại dương và tác động đến các hoạt động trên biển; Sử dụng và khai thác các nguồn nước; Vai trò điều phối của WMO trên phạm vi toàn cầu.

## Hoạt động
Do thời tiết, khí hậu và chu kỳ nước biết không có biên giới quốc gia, hợp tác quốc tế ở quy mô toàn cầu là điều cần thiết cho sự phát triển của khí tượng và thủy văn hoạt động cũng như gặt hái những lợi ích từ ứng dụng của họ. WMO cung cấp các khuôn khổ hợp tác quốc tế như vậy.
Từ khi thành lập, WMO đã đóng một vai trò duy nhất và mạnh mẽ trong việc góp phần an toàn và phúc lợi của toàn nhân loại. Dưới sự lãnh đạo của WMO và trong khuôn khổ các chương trình của WMO, các cục Thủy văn và Khí tượng quốc gia góp phần đáng kể để bảo vệ cuộc sống và tài sản chống lại thiên tai, bảo vệ môi trường và nâng cao kinh tế và xã hội của tất cả các lĩnh vực của xã hội trong các lĩnh vực như an ninh lương thực, tài nguyên nước và vận chuyển.
WMO và Chương trình Môi trường Liên Hợp Quốc (UNEP) phối hợp tạo ra Ủy ban Liên chính phủ về Biến đổi Khí hậu (IPCC). Tổ chức này cũng trực tiếp chịu trách nhiệm cho việc tạo ra Giám sát khí quyển toàn cầu (GAW). IPCC đã nhận được giải Nobel Hòa bình năm 2007 "cho những nỗ lực của họ trong việc xây dựng và phổ biến kiến thức về con người tạo ra biến đổi khí hậu, và đặt nền móng cho những biện pháp cần thiết để chống lại sự thay đổi đó".
WMO thúc đẩy hợp tác trong việc thành lập mạng lưới quan sát khí tượng, khí hậu, thủy văn và địa vật lý, cũng như trao đổi, xử lý và tiêu chuẩn hóa các dữ liệu liên quan, và hỗ trợ đào tạo chuyển giao công nghệ, và nghiên cứu. Nó cũng thúc đẩy sự hợp tác giữa các quốc gia khí tượng và thủy văn của các thành viên của nó và furthers ứng dụng của khí tượng thời tiết các dịch vụ công cộng, nông nghiệp, hàng không, vận chuyển, môi trường, vấn đề về nước và giảm nhẹ tác động của thiên tai.
WMO tạo điều kiện cho việc trao đổi miễn phí và không hạn chế dữ liệu và thông tin, sản phẩm và dịch vụ trong thời gian thực hoặc gần thực về các vấn đề liên quan đến an toàn và an ninh của xã hội, phúc lợi kinh tế và bảo vệ môi trường. Tổ chức này góp phần xây dựng chính sách trong các lĩnh vực này ở cấp quốc gia và quốc tế.

## Thành viên
Đến thời điểm năm 2009, các quốc gia thành viên của tổ chức là 181 quốc gia thành viên Liên Hợp Quốc, quần đảo Cook và Niue. Ngoài ra còn có 6 lãnh thổ thành viên là:
- Các lãnh thổ hải ngoại Vương quốc Anh ở vùng Caribe (tư cách thành viên và tổ chức khí tượng chung),[7]
- Polynésie thuộc Pháp,
- Hồng Kông,
- Ma Cao,
- Antille thuộc Hà Lan, Aruba (thành viên và dịch vụ khí tượng chung),[7]
- Nouvelle-Calédonie.

Các quốc gia không thành viên là Andorra, Grenada, Guinea Xích Đạo, Liechtenstein, Quần đảo Marshall, Nauru, Palau, Saint Kitts và Nevis, Saint Vincent và Grenadines, San Marino, Tuvalu, Thành Vatican và các quốc gia được công nhận hạn chế.

## Ngày Khí tượng Thế giới
Liên Hợp Quốc trong Nghị quyết WMO/EC-XII/Res.6 (do WMO đề xuất) đã chọn ngày 23 tháng 3 hàng năm là ngày Khí tượng Thế giới.

## Quan hệ Việt Nam – WMO
- Việt Nam Cộng hòa gia nhập ngày 1 tháng 4 năm 1955.
- Ngày 7/5/1975 Việt Nam Dân chủ Cộng hoà là thành viên chính thức của WMO tại Đại hội lần thứ bảy của WMO.
- Ngày 20/7/1976, Bộ trưởng Ngoại giao Việt Nam đã gửi công hàm cho Tổng thư ký WMO thông báo về việc Cộng hoà xã hội chủ nghĩa Việt Nam tiếp tục là thành viên chính thức của WMO.